# 郝凱森 (特拉華州)
格郝凱森（英語：Hockessin）是位於美國特拉華州紐卡斯爾縣的一個人口普查指定地區。

## 地理
格郝凱森的座標為39°47′15″N 75°41′48″W / 39.78750°N 75.69667°W，而該地最高點為海拔高度79米（即259英尺）。

## 人口
根據2010年美國人口普查的數據，格郝凱森的面積為7.10平方千米，當中陸地面積為7.04平方千米，而水域面積為0.00平方千米。當地共有人口13527人，而人口密度為每平方千米1,905人。